# Vincenzo Mancini
Vincenzo Mancini (Teano, 28 marzo 1931 – Roma, 17 febbraio 1996) è stato un politico italiano.

## Biografia
Vincenzo Mancini nacque il 28 marzo 1931 a Teano, Comune della provincia di Caserta.
Laureato in giurisprudenza, vinse il concorso quale funzionario all’INPS, diventandone poi direttore.
 
È stato anche consulente del Ministro del Lavoro, oltre che dirigente generale del Ministero del lavoro nonché presidente del collegio sindacale dell’INPS.
Nella sede generale di Roma è presente una sala intitolata  "sala Vincenzo Mancini”.

## L'avvio alla politica
Da giovanissimo frequentò l’Azione Cattolica diocesana, dove fu formato dal vescovo Felice Leonardo.
Appena diciottenne si iscrisse alla Democrazia Cristiana diventando consigliere comunale 
della Dc. Poi la nomina, nel 1954, di segretario della sezione di Teano fino ad entrare, nove anni dopo, nella giunta esecutiva del 
comitato provinciale DC di Caserta.
Fu proclamato Sindaco della città natale dal 1960
al 1968. 
 
Apparteneva alla corrente morotea, come gli altri due parlamentari conterranei, Mattia Coppola ed Elio Rosati.
È stato deputato per sette legislature (dalla V alla XI legislatura) dal 1968 al 1994 durante le quali ha ricoperto, in particolare, l'incarico di Presidente della Commissione Lavoro della Camera dei Deputati.
Ha presentato 623 progetti di legge, di cui alcuni divenuti legge soprattutto in materia previdenziale, di tutela dei lavoratori ed esercizio del diritto di sciopero.
Nell'ambito degli incarichi di governo, Vincenzo Mancini è stato Sottosegretario di Stato al Tesoro per tre volte (Governo Andreotti IV, Governo Andreotti V e Governo Cossiga I) con delega alle trattative con le Organizzazioni Sindacali del Pubblico Impiego.
Ha ricoperto l'incarico di segretario della XIII Commissione Permanente Lavoro e Previdenza Sociale e Cooperazione dando il suo contributo alla proposta di legge dello Statuto dei lavoratori.

È deceduto a Roma il 17 febbraio 1996.